# Nouvelle vague (film)
De nouvelle vague is een vernieuwende filmstijl in de Franse cinema die rond 1959 ontstond. De eerste film in deze stijl was Beau Serge van Claude Chabrol. Andere bekende films waren À bout de souffle van Jean-Luc Godard en Les quatre cent coups van François Truffaut.
De term nouvelle vague werd gemunt door schrijfster Françoise Giroud in L'Express als de films van een nieuwe generatie.
De grondleggers van deze stijl waren afkomstig uit de filmkritiek, met name het tijdschrift  Cahiers du cinéma: Agnès Varda, Claude Chabrol, Jean-Luc Godard, Jacques Rivette, Éric Rohmer en François Truffaut. Andere vertegenwoordigers van de nouvelle vague waren Robert Bresson en Alain Resnais. 
Ze hadden geen filmopleiding genoten maar zaten in filmclubs waarin zij Hollywood-films analyseerden en zochten naar manieren om het anders te doen. Deze regisseurs wilden afstappen van de Hollywoodclichés. Ze noemden Hollywood "de droomfabriek". De films van Hollywood deden er alles aan om de kijker te laten geloven dat het echt was. Zo is de montage van een Hollywood-film continu en daar waren ze tegen. Jaren later werd de nieuwe stijl nouvelle vague genoemd. Er moest bij voorkeur worden voldaan aan de volgende regels: 
- Er wordt met een handcamera gefilmd;
- De personen spreken tegen de camera;
- Bewuste vergrijpen in continuïteit en grote sprongen in de tijd;
- Gebruikmaken van springers (zogenoemde 'jump-cuts') en as-fouten;
- Doorgedreven ellipsgebruik;
- Natuurlijke belichting;
- Directe geluidsopnames;
- Improvisatie in de dialogen;
- Soort muziek: jazz (bedoeld om de kijker geconcentreerd te houden);
- Auteur staat centraal (auteurstheorie)

De bedoeling was de kijkers bewust te maken dat het in de eerste plaats film was, waar zij naar keken.
De beweging doofde uit halfweg de jaren 1960.